# Lozzolo
Lozzolo – miejscowość i gmina we Włoszech, w regionie Piemont, w prowincji Vercelli.
Według danych na rok 2004 gminę zamieszkiwało 815 osób, 135,8 os./km².